# Nepeta distans
Nepeta distans là một loài thực vật có hoa trong họ Hoa môi. Loài này được Royle mô tả khoa học đầu tiên năm 1833.